# Guasila
Guasila (en sardo: Guasìlla) es un municipio de Italia de 2.967 habitantes en la provincia de Cerdeña del Sur, región de Cerdeña. Está situado a 40 km al norte de Cagliari.
Situado en la parte más occidental de la subregión de Trexenta, se encuentra bordeado por el río Arai. Las actividades económicas principales son la agricultura y la ganadería. Destaca la iglesia de la Vergine Assunta (Virgen Asunción), diseñada por el arquitecto italiano Gaetano Cima.

## Evolución demográfica
| Gráfica de evolución demográfica de Guasila entre 1861 y 2001 |
|                                                               |
| Fuente ISTAT - Elaboración gráfica de Wikipedia               |